# ラッセン郡 (カリフォルニア州)
ラッセン郡（英: Lassen County）は、アメリカ合衆国カリフォルニア州の北東部に位置する郡である。東はネバダ州との州境に接する。人口は3万2730人（2020年）。郡庁所在地はスーザンビルであり、郡内では唯一法人化された都市である。

## 歴史
ラッセン郡は1864年4月1日にプラマス郡とシャスタ郡の一部から設立された。その設立前に1863年2月15日に始まった「セージブラッシュ戦争」あるいは「ループ郡戦争」とも呼ばれる2日間の紛争があった。1850年代後半から1850年代に初期に、カリフォルニア州境が不明確であったために、現在ラッセン郡となっている場所は非公式のナタクア準州とネバダ州ループ郡の一部とされていた。
郡名はピーター・ラッセンと、隣接するシャスタ郡にあるラッセン山に因んで名付けられた。ラッセンはジョン・C・フレモント将軍のガイドの一人であり、有名な罠猟師、辺境住民かつインディアンと戦った者だった。ラッセンは1859年にブラックロック砂漠近くで不可解な状況で殺され、その事件が解明されることはなかった。
1880年代までに郡内全体で小さな町ができるようになった。郡の北端にあるビーバーは肥沃な農地だった。ハイデンヒルは金が発見された場所であり、鉱山師のために小さな町ができた。ハイデンヒルは現在存在せず、採鉱は停止され、住民は他の地域に移った。マデリンは北端のやはり肥沃な農業渓谷に設立され、北のアルトゥラスに向かう鉄道も通ったが、今日では町とその周辺に50人程が暮らすだけである。1880年から1927年まで狭軌鉄道が郡内を走り、ネバダ・カリフォルニア・オレゴン鉄道と呼ばれた。この鉄道は狭軌鉄道としては最長のものだった。ネバダ州リノからコロラド川まで繋ぐことが意図されたが、リノからオレゴン州レイクビューまで総延長238マイル (380 km) の線路が敷かれただけだった。
1913年、ファーンリー・アンド・ラッセン鉄道が建設され、ラッセン郡の大量の木材を運び出すことになった。この鉄道が建設されるとともに、レッドリバー製材会社が来てその製材作業を支援するためにウェストウッドの町を建設した。他にも2つの製材会社が続いた。スーザンビルの町でラッセン・ランバー・アンド・ボックス会社とフルート・グロワーズ会社が数十年間製材所を経営した。
2007年5月、レディングに本拠を置くシエラ・パシフィック・インダストリーズが、製材するための巨木が無くなったためにスーザンビルにあった最後の製材所を閉鎖した。この製材所は大型の木材を製材するためのものであり、小さな木材を製材するように転換するためには数百万ドルの投資が必要とされた。シエラ・パシフィック・インダストリーズは製材所への投資を躊躇し、そこを恒久的に閉鎖する道を選んだ。

## 地理
アメリカ合衆国国勢調査局に拠れば、郡域全面積は4,720平方マイル (12,224.7 km2)であり、このうち陸地は4,557平方マイル (11,802.6 km2)、水域は163平方マイル (422.2 km2)で水域率は3.46%である。ラッセン火山国立公園の一部が郡の西側隅に伸びている。

### 国立自然保護地域
- ラッセン国立の森（部分）
- ラッセン火山国立公園（部分）
- モドック国立の森（部分）
- プラマス国立の森（部分）
- トイヤベ国立の森（部分）

### 隣接する郡
- シエラ郡 - 南東
- プラマス郡 - 南
- シャスタ郡 - 西
- モドック郡 - 北
- ワショー郡 (ネバダ州) - 東

## 都市と町
| - ビーバー - クリアクリークジャンクション - ドイル - ハーロング - ジェインズビル - ジョンストンビル - リッチフィールド - マデリン - ミルフォード | - ヌビーバー - ラベンデール - スタンディッシュ - スポルディングトラクト - スーザンビル - ターモ - ウェンデル - ウェストウッド |

## 交通

### 主要高規格道路
- アメリカ国道395号線
- カリフォルニア州道36号線
- カリフォルニア州道44号線
- カリフォルニア州道139号線
- カリフォルニア州道299号線

### 公共交通
ラッセン田園バスがスーザンビル市内の便とウェストウッドやドイルへの長距離便を運行している。

### 空港
一般用途空港としてスーザンビル市民空港、ハーロング空港、およびウェストウッド空港がある。

## 人口動態
以下は2000年の国勢調査による人口統計データである。
| 基礎データ - 人口: 33,828人 - 世帯数: 9,625 世帯 - 家族数: 6,776 家族 - 人口密度: 3人/km2（7人/mi2） - 住居数: 12,000軒 - 住居密度: 1軒/km2（3/mi2） 人種別人口構成 - 白人: 80.81% - アフリカン・アメリカン: 8.84% - ネイティブ・アメリカン: 3.26% - アジア人: 0.74% - 太平洋諸島系: 0.43% - その他の人種: 3.23% - 混血: 2.69% - ヒスパニック・ラテン系: 13.84% - ドイツ系アメリカ人: 13.8% - アイルランド系アメリカ人: 12.1% - イングランド系アメリカ人: 10.5% - 先祖がアメリカ人: 8.7% - イタリア系アメリカ人: 5.0% 主たる言語による人口構成 - 英語: 88.2% - スペイン語: 10.3% | 年齢別人口構成 - 18歳未満: 21.8% - 18-24歳: 10.8% - 25-44歳: 36.9% - 45-64歳: 21.4% - 65歳以上: 9.0% - 年齢の中央値: 35歳 - 性比（女性100人あたり男性の人口） - 総人口: 168.8 - 18歳以上: 192.2 世帯と家族（対世帯数） - 18歳未満の子供がいる: 35.9% - 結婚・同居している夫婦: 55.8% - 未婚・離婚・死別女性が世帯主: 10.3% - 非家族世帯: 29.6% - 単身世帯: 24.5% - 65歳以上の老人1人暮らし: 9.2% - 平均構成人数 - 世帯: 2.59人 - 家族: 3.08人 収入と家計 - 収入の中央値 - 世帯: 36,310米ドル - 家族: 43,398米ドル - 性別 - 男性: 37,333米ドル - 女性: 26,561米ドル - 人口1人あたり収入: 14,749米ドル - 貧困線以下 - 対人口: 14.0% - 対家族数: 11.1% - 18歳未満: 16.1% - 65歳以上: 7.8% |

## 政治
ラッセン郡はアメリカ合衆国大統領および連邦議会選挙で共和党の強い地盤であり、州内でも最も共和党を強く支持している。大統領選挙で民主党が多数を取ったのは1976年のジミー・カーターが最後だった。
アメリカ合衆国下院議員の選挙ではカリフォルニア州第4選挙区の一部であり、カリフォルニア州議会下院議員の選挙では第3選挙区、カリフォルニア州議会上院議員の選挙では第4選挙区に入っており、これらすべて2010年時点で共和党議員が努めている。
2008年11月4日の命題8に関する住民投票で郡内投票者の71.3%は法案に賛成した。これは同性同士の結婚を禁止するためのカリフォルニア州憲法修正案だった。